# Санкт-Пельтен
Санкт-Пельтен, також Санкт-Пьольтен (нім. Sankt Pölten) — місто в Австрії, столиця та найбільш населене місто федеральної землі Нижня Австрія.

## Історія
Стара частина Санкт-Пельтена виникла на місці давньоримського міста Еліум Цетіум (Aelium Cetium), що існувало у II–IV століттях. У 791 році Карл Великий здійснив свій перший похід проти аварів. Після цього походу авари відступили, і таким чином з'явилися передумови для німецької колонізації долини Дунаю в передгір'ях Альп. У тому ж 791 році брати Теґернзейського монастиря Адальберт і Оттокар заснували в центрі колишнього Цетіуму бенедиктинський монастир святого Іполита Римського. Ім'я античного святого здавалося мешканцям тутешніх місць незвичним, і вони стали називати його Полит, а потім — Пельтен. Монастир стали називати — Санкт-Пельтен, а потім так стало називатися і місто, яке згодом виросло навколо монастиря.
Статус міста поселення отримало в 1050 році. Воно входило до єпископства Пассау.
У XIII столітті місто було оточене фортечною стіною. До початку XIV століття у Санкт-Пельтені проживала єврейська громада, в 1306 та 1338 роках мешканці міста влаштовували погроми. У 1338 році єпископ Пассау Альбрехт дарував Санкт-Пельтенові нову грамоту міського самоврядування. Санкт-Пельтен залишався у підпорядкуванні єпископа Пассау аж до 1491 року.
Звільнення міста було пов'язано з завойовницькою політикою угорського короля Матьяша Корвіна. Цей монарх боровся з імператором Фрідріхом III (1440—1493) за володіння Австрією. У 1481 році Корвін змусив єпископа Пассау Фрідріха подарувати йому це місто, а в 1483 році дарував містянам герб. За підсумками війни між австрійським ерцгерцогом Максиміліаном I (імператор у 1493—1519 роках) і Матьяшем Корвином у 1491 році був укладений Прессбургський мирний договір. Згідно з його умовами, Санкт-Пельтен передавався Максиміліану в приватне володіння. З тих пір це місто знаходиться у складі Австрії.
У 1538 році молодший онук Максиміліана I, ерцгерцог Фердинанд I (імператор у 1556—1564) дарував місцянам новий герб, який вказує на приналежність Санкт-Пельтена до Австрії.
Стіни Санкт-Пельтена допомогли мешканцям міста витримати облогу турків у 1529 та 1683 роках. У 1560 році в місті почалася Реформація, більшість жителів перейшло у протестантську віру. Однак у 1575 році єзуїтам вдалося впоратися з протестантськими проповідниками, і до 1623 року більшість містян повернулися в лоно католицизму.
В ході реформ імператора Йосифа II (1765—1790) безліч монастирів міста і околиць були піддані секуляризації. Однак це не зменшило значення Католицької церкви в Санкт-Пельтені, навпаки: в 1785 році це місто стало столицею єпископства. Наполеонівські війни не обійшли Санкт-Пельтен стороною, в 1805 і 1809 роках французькі війська окупували місто.
11 березня 1938 року мешканці Санкт-Пельтена готувалися до відбиття неминучої гітлерівської агресії. Але наступного дня, коли стало відомо про втечу Курта Шушніґа з поста канцлера, містяни вивісили прапори зі свастикою і вітали нацистів. 14 березня 1938 Гітлер відвідав Санкт-Пельтен.
В ході Другої світової війни Санкт-Пельтен постраждав від бомбардувань союзної авіації. 15 квітня 1945 року місто було зайнятий частинами Червоної армії. З 1945 по 1955 роки місто перебувало в радянській зоні окупації.
10 липня 1986 року рішенням парламенту Нижньої Австрії Санкт-Пельтен змінив Відень як столиця цієї федеральної землі. У 1997 році парламент Нижньої Австрії переїхав до Санкт-Пельтен.

## Географія
Місто розташоване на березі річки Трайзен, правої притоки Дунаю, на 65 кілометрів західніше Відня, на північ від Альп і на південь від долини Вахау. Воно є частиною Mostviertel, південно-західного регіону Нижньої Австрії.

### Клімат
| Клімат Санкт-Пельтена                      | Клімат Санкт-Пельтена | Клімат Санкт-Пельтена | Клімат Санкт-Пельтена | Клімат Санкт-Пельтена | Клімат Санкт-Пельтена | Клімат Санкт-Пельтена | Клімат Санкт-Пельтена | Клімат Санкт-Пельтена | Клімат Санкт-Пельтена | Клімат Санкт-Пельтена | Клімат Санкт-Пельтена | Клімат Санкт-Пельтена | Клімат Санкт-Пельтена |
| Показник                                   | Січ.                  | Лют.                  | Бер.                  | Квіт.                 | Трав.                 | Черв.                 | Лип.                  | Серп.                 | Вер.                  | Жовт.                 | Лист.                 | Груд.                 | Рік                   |
| Абсолютний максимум, °C                    | 16,2                  | 19,2                  | 25,6                  | 27,3                  | 30,8                  | 34,9                  | 37                    | 38,2                  | 33,8                  | 26,9                  | 23,4                  | 14,6                  | 38,2                  |
| Середній максимум, °C                      | 1,8                   | 4,0                   | 9,7                   | 14,5                  | 20,3                  | 22,8                  | 25,0                  | 25,1                  | 20,1                  | 14,0                  | 6,5                   | 3,0                   | 13,9                  |
| Середня температура, °C                    | −1                    | 2                     | 4                     | 9                     | 13                    | 17                    | 18                    | 18                    | 14                    | 9                     | 3                     | 1                     | 8                     |
| Середній мінімум, °C                       | −3,3                  | −2,3                  | 1,1                   | 4,4                   | 9,2                   | 12,3                  | 14,1                  | 14,0                  | 10,6                  | 5,9                   | 1,3                   | −1,7                  | 5,5                   |
| Абсолютний мінімум, °C                     | −22,1                 | −20,7                 | −23,1                 | −4,8                  | −0,9                  | 2,4                   | 6,8                   | 5,6                   | 1,3                   | −6,9                  | −13,4                 | −20                   | −23,1                 |
| Середня кількість сонячних годин на місяць | 55,2                  | 87,4                  | 129,7                 | 168,8                 | 224,6                 | 221,9                 | 234,9                 | 232,5                 | 165,8                 | 118,3                 | 58,8                  | 45,4                  | 1743,3                |
| Норма опадів, мм                           | 31                    | 35                    | 44                    | 55                    | 78                    | 94                    | 97                    | 82                    | 54                    | 40                    | 20                    | 44                    | 702                   |
| Днів з опадами                             | 2,2                   | 2,7                   | 5,1                   | 4,5                   | 5,7                   | 6,7                   | 6,4                   | 7,3                   | 4                     | 3                     | 3,3                   | 2,6                   | 53,5                  |
| Днів з дощем                               | 0,1                   | 0,1                   | 0,3                   | 1,3                   | 4,4                   | 5,4                   | 5,8                   | 5                     | 1,3                   | 0,2                   | 0                     | 0,1                   | 24                    |
| Днів зі снігом                             | 18,1                  | 16,5                  | 10,1                  | 4                     | 0                     | 0                     | 0                     | 0                     | 0                     | 0,1                   | 7,4                   | 17,1                  | 73,3                  |
| Вологість повітря, %                       | 80.0                  | 77.8                  | 71.7                  | 67.5                  | 65.5                  | 67.8                  | 67.3                  | 67.8                  | 73.1                  | 73.8                  | 82.3                  | 83.6                  | 73.6                  |
| ------------------------------------------ | --------------------- | --------------------- | --------------------- | --------------------- | --------------------- | --------------------- | --------------------- | --------------------- | --------------------- | --------------------- | --------------------- | --------------------- | --------------------- |
| Джерело: Weatherbase                       |                       |                       |                       |                       |                       |                       |                       |                       |                       |                       |                       |                       |                       |

## Пам'ятки Санкт-Пельтена
Місто славиться розкішними бароковими будівлями, мальовничими площами та різноманіттям подій культурного життя, які приваблюють туристів у Санкт-Пельтен.
Ратушна площа розташована в центрі старого міста. Посеред площі знаходиться колона Святої Трійці. На площі розташована Францисканська церква, побудована у XVIII столітті в стилі рококо. Ратуша з фасадом побудована у стилі бароко.
До основних визначних пам'яток Санкт-Пельтена відносяться Монастир кармеліток, в якому розміщується міський музей, Резиденція єпископа, що є єпархіальним музеєм з експонентами релігійного мистецтва, і замок Поттенбрун, де зібрана колекція середньовічних кубків.
На Соборній площі знаходиться кафедральний собор, зведений у XII столітті. Собор багаторазово перебудовувався. Останній раз був перебудований у стилі бароко на початку XVIII століття.
У південно-східній частині міста розташована найсучасніша пам'ятка — Урядовий квартал. Він був зведений за проектом архітектора Ернста Гоффмана і відкритий у 1997 році. Квартал є культурним центром Санкт-Пельтена з сучасною архітектурою. Тут знаходяться урядові установи, Фестивальний зал, «Звукова вежа» — центр австрійського радіо, виставковий зал.
У місті діє музей середньовічного побуту Нуссдорф, парк динозаврів Траісмауер.

## Транспорт
Санкт-Пельтен знаходиться на залізничній магістралі Відень — Зальцбург, що дозволяє доїхати до міста без пересадок з Відня, Зальцбурга, Лінца. Головний вокзал Санкт-Пельтена знаходиться за 450 метрів на північ від Ратушної площі.
Вузькоколійна залізнична лінія з'єднує місто з найбільшим паломницьким центром Австрії — містом Маріацелль (федеральна земля Штирія).

## Персоналії
- Бернгард Вікі (1919-2000) — австрійський, швейцарський і німецький актор і кінорежисер.

## Міста-побратими
- КНР, Ухань
- Німеччина, Гайденгайм-на-Бренці
- США, Алтуна, штат Пенсільванія
- Угорщина, Ньїредьхаза
- Франція, Кліші
- Чехія, Брно
- Японія, Курасікі
- США, Алтуна
- Казахстан, Алмати